# 조은영 (1995년)
조은영(1995년 11월 14일 ~ )은 대한민국의 사격 선수이다.